# Coppa Bernocchi 1991
La Coppa Bernocchi 1991, settantatreesima edizione della corsa, si svolse il 14 agosto 1991 su un percorso di 204 km. Era valida come evento del circuito UCI categoria 1.2. La vittoria fu appannaggio dell'italiano Giorgio Furlan, che terminò la gara in 5h02'31", alla media di 40,461 km/h, precedendo il connazionale Alessandro Giannelli e il belga Andrei Tchmil. L'arrivo e la partenza della gara furono a Legnano.

## Ordine d'arrivo (Top 10)
| Pos. | Corridore            | Squadra      | Tempo    |
| ---- | -------------------- | ------------ | -------- |
| 1    | Giorgio Furlan       | Ariostea     | 5h02'31" |
| 2    | Alessandro Giannelli | Carrera      | a 2"     |
| 3    | Andrei Tchmil        | SEFB         | a 2"     |
| 4    | Pascal Richard       | Helvetia     | a 2"     |
| 5    | Massimiliano Lelli   | Ariostea     | a 2"     |
| 6    | Moreno Argentin      | Ariostea     | a 2"     |
| 7    | Leonardo Sierra      | ZG Mobili    | a 2"     |
| 8    | Bruno Leali          | Gis Gelati   | a 2"     |
| 9    | Marco Giovannetti    | Chateau d'Ax | a 2"     |
| 10   | Maximilian Sciandri  | Carrera      | a 2'23"  |